# Карпицкий, Егор Александрович
Егор Александрович Карпицкий (бел. Ягор Аляксандравіч Карпіцкі; род. 27 ноября 2003, Витебск) — белорусский футболист, нападающий самарских «Крыльев Советов». Выступал в национальной сборной Беларуси

## Карьера

### «Шахтёр» Солигорск
Футболом начал заниматься в СДЮШОР «Комсомолец». В возрасте 14 лет перебрался в структуру солигорского «Шахтёра». В 2020 году начал выступать в дубле команды. В 2021 году в турнире дублёров отличился 39 забитыми голами и стал лучшим бомбардиром чемпионата. Также в 2021 году начал тренироваться с основной командой. Дебютировал за команду 19 июля 2021 года в Кубке Беларуси против «Узды», где футболист отличился забитым голом. В чемпионате футболист дебютировал 21 августа 2021 года против мозырской «Славии». Остаток сезона провёл как запасной игрок. По итогу данного сезона стал победителем Высшей лиги.

#### Аренда в «Шахтёр» Петриков
В апреле 2022 года отправился в аренду в петриковский «Шахтёр». Дебютировал за клуб 9 апреля 2022 года против «Нафтана». В следующем матче 17 апреля 2022 года против «Осиповичей» отметился первыми голами за клуб, оформив дубль. В матче против «Орши» 23 апреля 2022 года отметился первым своим хет-триком, одержав победу в матче со счётом 9:1. В матче 14 мая 2022 года против «Островца» отметился своим вторым дублем. В матче 11 июня 2022 года против «Слонима» записал на свой счёт свой третий дубль. В июне 2022 года футболист был отозван назад в солигорский «Шахтёр». За первую половину сезона футболист успел отличиться 10 забитыми голами и 3 результативными передачами.

#### Возвращение в «Шахтёр» Солигорск
По возвращении в солигорский клуб свой первый матч футболист сыграл 25 июня 2022 года против жодинского «Торпедо-БелАЗ», выйдя на замену на 62 минуте. Вместе с клубом в июле 2022 года отправился на матч квалификационного раунда Лиги чемпионов УЕФА. Однако в самом мачте футболист участие не принял, как и затем в третьем квалификационным раунде Лиги конференций УЕФА против румынского клуба ЧФР Клуж остался на скамейке запасных. Дебютный гол за солигорский клуб футболист забил 14 октября 2022 года в матче против «Витебска». По итогу сезона футболист вместе с клубом стал чемпионом Высшей лиги. Всего за сезон футболист отличился 3 забитыми голами и 2 результативными передачами.

#### Сезон 2023
В январе 2023 года футболист начал готовиться к новому сезону, отличившись забитым голом в товарищеском матче против «Барановичей». Стал обладателем Суперкубка Беларуси 25 февраля 2023 года, где солигорский клуб одержал победу над «Гомелем». Первый матч за клуб сыграл 4 марта 2023 года в рамках Кубка Беларуси против жодинского «Торпедо-БелАЗ». Вместе с клубом вылетел из розыгрыша Кубка Беларуси, проиграв в ответном четвертьфинальном матче 11 марта 2023 года жодинскому «Торпедо-БелАЗ». Первый матч в чемпионате сыграл 18 марта 2023 года против новополоцкого «Нафтана». Первый гол в сезоне забил 2 апреля 2023 года в матче против гродненского «Немана». В матче 21 мая 2023 года против «Сморгони» футболист отличился забитым дублем. В матче 26 апреля 2023 года против бобруйской «Белшины» футболист отличился забитым хет-триком. Футболист стал лучшим игроком 10 тура Высшей лиги по версии АБФФ. В матче 9 июня 2023 года против «Ислочи» записал на свой счёт очередной дубль, также отдав голевую передачу. По версии АБФФ стал лучшим игроком 12 тура Высшей лиги. По итогам первого круга попал в символическую сборную как один из лучших нападающих чемпионата.

### «Крылья Советов»

#### Сезон 2023/24
В июне 2023 года по сообщениям источников футболистом интересовался российский клуб «Крылья Советов». Вскоре сообщалось, что футболист отправился в расположение российского клуба, но позже вернулся в «Шахтёр», чтобы сыграть в матче против «Слуцка». В июле 2023 года футболист официально перешёл в российский клуб, с которым заключил четырёхлетний контракт. Сумма трансфера футболиста составила порядка 1 миллиона евро. Дебютировал за клуб 22 июля 2023 года в матче против «Ахмата», выйдя на поле в стартовом составе и отыграв первый тайм, после чего был заменён. Первым результативным действием за клуб отличился 29 июля 2023 года в матче против московского «Динамо», отдав голевую передачу. Дебютный гол за клуб футболист забил 5 августа 2023 года в матче против «Ростова». В феврале 2024 года появилась информация, что футболист возможно может уйти в аренду в саратовский «Сокол» или в другие клубы. В апреле 2024 года футболист отправился выступать во вторую команду клуба. Дебютный матч за команду футболист сыграл 13 апреля 2024 года против клуба «Лада-Тольятти», выйдя на поле в стартовом составе. Дебютным забитым голом за команду футболист отличился 20 апреля 2024 года в матче против нижегородской «Волны».  По итогу сезона футболист вместе с основной командой клуба завершил чемпионат на итоговом девятом месте. Сам футболист успел отличиться за клуб забитым голом и результативной передачей.

#### Аренда в «Сокол» Саратов
В конце июня 2024 года футболист находился в распоряжении саратовского «Сокола». В июле 2024 года футболист официально присоединился к саратовскому клубу на правах арендного соглашения. Дебютировал за клуб футболист 14 июля 2024 года в матче против песчанокопской «Чайки», выйдя на поле в стартовом составе и отличившись также своим дебютным голом. Футболист смог быстро закрепиться в основной команде клуба, за первую половину сезона отличившись 2 забитыми голами и результативной передачей. В январе 2025 года футболист был отозван из аренды назад в самарский клуб. Вскоре футболист присоединился к «Крыльям Советов» на учебно-тренировочном сборе. В феврале 2025 года футболист снова на правах арендного соглашения отправился в саратовский клуб. По итогу сезона футболист вместе с клубом завершили чемпионат в зоне вылета, отправившись во Вторую лигу. По окончании срока арендного соглашения футболист покинул клуб.

## Карьера в сборной
В сентябре 2021 года был вызван в сборную Беларуси до 19 лет для участия в квалификационных матчах на юношеский Чемпионат Европы. В сентябре 2022 года был вызван в молодёжную сборную Беларуси. Дебютировал за сборную 21 сентября 2022 года против молодёжной сборной России. Дебютный гол за сборную забил 27 сентября 2022 года в товарищеском матче против Казахстана. В рамках товарищеского матча 15 июня 2023 года против России футболист отличился забитым хет-триком.
В августе 2023 года футболист попал в расширенный список игроков, получивших вызов в национальную сборную Беларуси. Однако затем футболист оказался вне состава главной сборной. Вскоре футболист сообщил, что отправился в распоряжение молодёжной сборной вместо национальной из-за отсутствия визы и невозможности её сделать. В октябре 2023 года футболист попал в окончательную заявку национальной сборной. Дебютировал за сборную 12 октября 2023 года в отборочном матче чемпионата Европы против сборной Румынии, заменив на 91 минуте Артёма Концевого.

## Достижения
«Шахтёр» Солигорск
- Чемпион Беларуси: 2021, 2022[a]
- Обладатель Суперкубка Беларуси: 2023

## Клубная статистика
| Выступление         | Выступление      | Выступление      | Чемпионат | Чемпионат | Кубки | Кубки | Итого | Итого |
| Клуб                | Лига             | Сезон            | Игры      | Голы      | Игры  | Голы  | Игры  | Голы  |
| ------------------- | ---------------- | ---------------- | --------- | --------- | ----- | ----- | ----- | ----- |
| Шахтёр (Солигорск)  | Высшая лига      | 2021             | 3         | 0         | —     | —     | 3     | 0     |
| Шахтёр (Солигорск)  | Высшая лига      | 2022             | 16        | 3         | 1     | 1     | 17    | 4     |
| Шахтёр (Солигорск)  | Высшая лига      | 2023             | 13        | 12        | 3     | 0     | 16    | 12    |
| Шахтёр (Солигорск)  | Итого            | Итого            | 32        | 15        | 4     | 1     | 36    | 16    |
| → Шахтёр (Петриков) | Первая лига      | 2022             | 8         | 10        | —     | —     | 8     | 10    |
| → Шахтёр (Петриков) | Итого            | Итого            | 8         | 10        | —     | —     | 8     | 10    |
| Крылья Советов      | Премьер-лига     | 2023/24          | 10        | 1         | 3     | 0     | 13    | 1     |
| Крылья Советов      | Итого            | Итого            | 10        | 1         | 3     | 0     | 13    | 1     |
| Всего за карьеру    | Всего за карьеру | Всего за карьеру | 50        | 26        | 7     | 1     | 57    | 27    |

1. ↑  Солигорский «Шахтёр» был лишён золотых медалей 2022 года. Руководством клуба были организованы договорные матчи, а также осуществлялось неправомерное финансовое стимулирование команд высшей лиги[58].